# Еберсбах-Нойгерсдорф
Еберсбах-Нойгерсдорф (нім. Ebersbach-Neugersdorf) — місто в Німеччині, розташоване в землі Саксонія. Входить до складу району Герліц.
Площа — 20,42 км2. Населення становить 11 679 ос. (станом на 31 грудня 2020).